# 1576 Fabiola
1576 Fabiola (1948 SA) là một tiểu hành tinh vành đai chính được phát hiện ngày 30 tháng 9 năm 1948 bởi Arend, S. ở Uccle.